# Колишній будинок окружного суду (Лубни)
Колишній будинок окружного суду — будівля зведена у 1910 році в неокласичному стилі в Лубнах Полтавська область, Україна.

#### Історія
Будівля Лубенського окружного суду зведена у 1910 році в неокласичному стилі у формі букви «Е» видатним академіком архітектури Олексієм Миколайовичем Бекетовим. Вона стала відправною точкою для розвитку міста в південному напрямку. Вдале місцерозташування і велика кількість кімнат вплинули на те, що у різні часи тут знаходилися усілякі органи влади і управління. Використовується зараз як адмінбудівля — тут розміщується Лубенська районна рада, РДА.

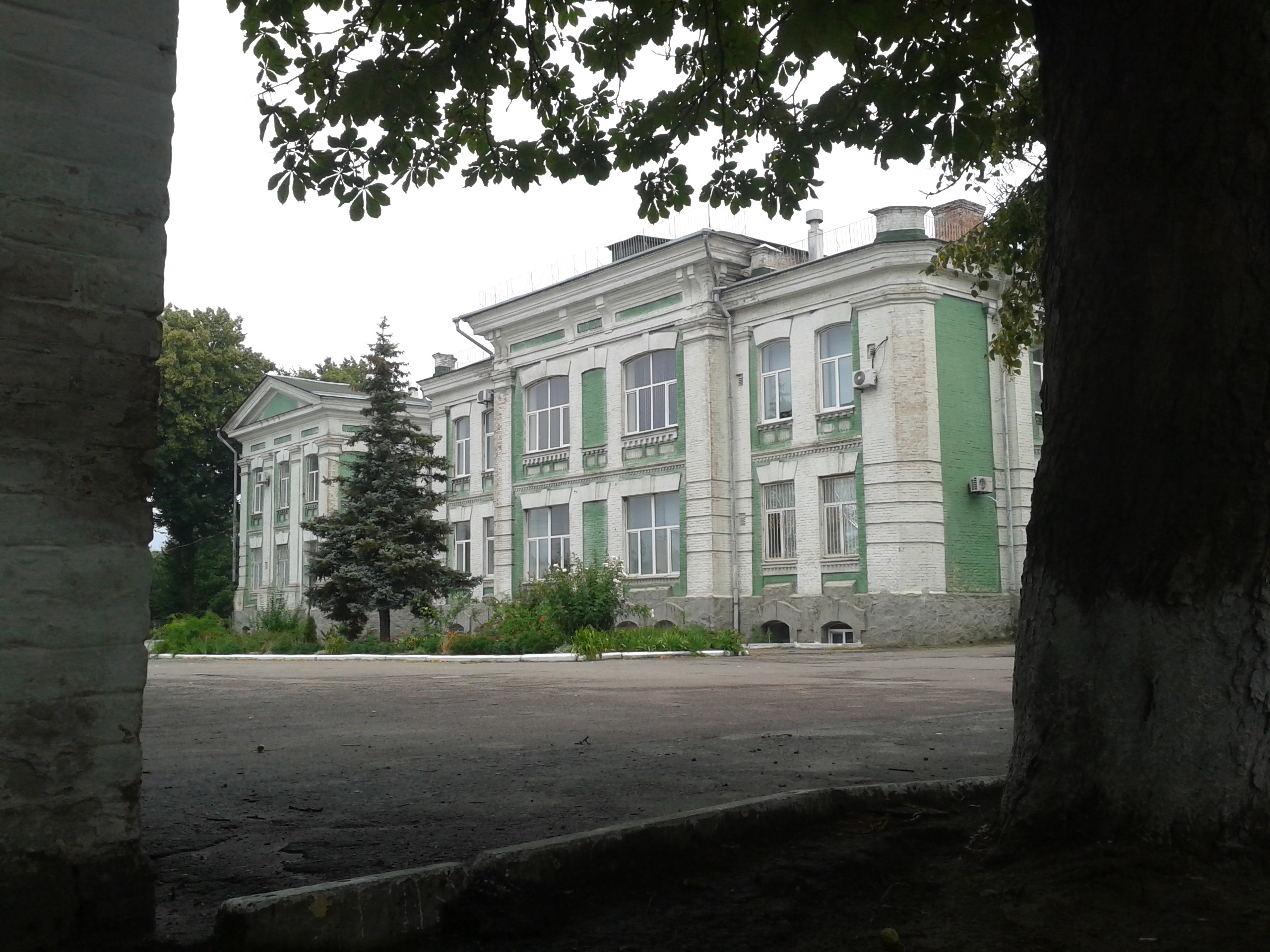
Окружний суд (Приміщення Лубенської районної військової адміністрації)

У 1921 році в цьому будинку розміщувався штаб Першої кінної армії під командуванням Семена Будьонного.
Після Жовтневого перевороту окружний суд реорганізовується у народний (міський) суд. Далі кабінети будівлі займає райвиконком, райком партії, архів та інші організації. За деякими джерелами в роки нацистської окупації у цьому будинку діяв підпільний райком КП(б)У на чолі з О. Крижевичем. За іншими даними в період окупації тут був гебітскомісаріат (адміністративна одиниця управління трьох довоєнних районів). Після відступу окупанти підірвали приміщення колишнього міського суду.
27 січня 1962 року завершено його відбудову як Лубенського будинку Рад. До будинку переїхали державні установи і організації району.
На сьогодні у Лубнах до списку місцевих архітектурних пам'яток занесено 18 рукотворних цегляних шедеврів. Серед них і колишній будинок окружного суду (зараз Лубенська районна військова адміністрація).